# Alan (ur. 1989)
Alan, właśc. Alan Douglas Borges de Carvalho (ur. 10 lipca 1989 w José Bonifácio) – brazylijski piłkarz, występujący na pozycji napastnika w chińskim klubie Guangzhou.

## Kariera piłkarska
Karierę piłkarską rozpoczynał w Guarani FC, w którym występował do 2005. W latach 2006–2007 występował w Londrina EC. Strzelone cztery bramki w sześciu meczach dla Londriny zaowocowały transferem do Fluminense FC w 2007. We Fluminense Alan wystąpił w 46 meczach i strzelił 10 bramek. Z klubem z Rio de Janeiro dotarł do finału Copa Sudamericana 2009, w którym Fluminense uległo ekwadorskiemu LDU Quito.
6 sierpnia 2010 podpisał kontrakt z austriackim Red Bull Salzburg.
17 stycznia 2015 został kupiony przez chiński klub Guangzhou, który zapłacił za Brazylijczyka 11 mln euro.

## Sukcesy

### Red Bull Salzburg
- Mistrzostwo Austrii: 2011/2012, 2013/2014

### Indywidualne
- Król strzelców Ligi Europy UEFA: 2014/2015 (8 goli)[3]